# غرووت
غرووت هي شخصية خيالية ظهرت في مارفل كومكس.الشخصية من ابتكار ستان لي،لاري لايبر وجاك كيربي.ظهرت الشخصية لأول مرة في نوفمبر 1960.